# سلمان جميل عبد القاهري
سلمان جميل عبد القاهري (مواليد 14 ديسمبر 1998 في البحرين) هو لاعب كرة قدم بحريني يجيد اللعب في خط الدفاع. يلعب حاليا لصالح مدينة عيسى الذي ينافس في دوري الدرجة الثانية البحريني للموسم 2021-2022 معارا من الرفاع.

## روابط خارجية
- سلمان جميل عبد القاهري على موقع قاعدة بيانات كرة القدم.إي يو (الإنجليزية)